# Michael Brantley
Pour les articles homonymes, voir Brantley.
Michael Charles Brantley (né le 15 mai 1987 à Bellevue, Washington, États-Unis) est un ancien voltigeur des Indians de Cleveland et des Astros de Houston de la Ligue majeure de baseball.
Il est le fils de l'ancien joueur de baseball professionnel Mickey Brantley.

## Carrière

### Ligues mineures
Après des études secondaires à la Fort Pierce Central (FL) High School, Michael Brantley est repêché en juin 2005 au 7e tour de sélection par les Brewers de Milwaukee. Il passe quatre saisons en Ligues mineures sous les couleurs des Arizona Brewers, des Helena Brewers, du West Virginia Power puis des Huntsville Stars avant d'être transféré, le 3 octobre 2008, chez les Indians de Cleveland à l'occasion du transfert de C.C. Sabathia.
Il joue la saison 2009 en AAA avec les Columbus Clippers, club-école des Indians, avant de rejoindre la Ligue majeure en septembre 2009.

### Ligue majeure
Michael Brantley fait ses débuts en Ligue majeure le 1er septembre 2009 sous l'uniforme des Indians de Cleveland.
Il est invité à son premier match des étoiles en 2014.
L'un des joueurs les plus utiles durant la saison 2014, Michael Brantley termine 3e du vote de fin d'année désignant le joueur par excellence de la Ligue américaine et remporte un Bâton d'argent au poste de voltigeur pour ses performances à l'attaque. Il apparaît dans le palmarès des meilleurs joueurs offensifs sous plusieurs catégories statistiques. Il est entre autres 2e du baseball majeur avec 200 coups sûrs, 3e pour la moyenne au bâton (,327), 6e pour le total de buts (309) et, avec 23 buts volés en 24 tentatives, est le 2e meilleur avec un pourcentage de réussite de 95,8 pour cent. Brantley est de plus 4e de la Ligue américaine pour la moyenne de présence sur les buts (,385), 10e pour la moyenne de puissance (,506), 7e pour l'OPS (,890), 3e pour les doubles (45), 5e pour les coups sûrs de plus d'un but (67) et 6e pour les points marqués (94).
En 2015, Brantley maintient une moyenne au bâton de ,310 avec 164 coups sûrs, 15 circuits et 84 points produits. Il mène le baseball majeur avec 45 doubles.
Il rate le début de la saison 2016 après avoir été opéré à l'épaule droite durant l'hiver.

## Statistiques
| Saison | Équipe    | G    | AB   | R   | H    | 2B  | 3B | HR | RBI | SB  | BA    |
| ------ | --------- | ---- | ---- | --- | ---- | --- | -- | -- | --- | --- | ----- |
| 2009   | Cleveland | 28   | 112  | 10  | 35   | 4   | 0  | 0  | 11  | 4   | 0,313 |
| 2010   | Cleveland | 72   | 297  | 38  | 73   | 9   | 3  | 3  | 22  | 10  | 0,246 |
| 2011   | Cleveland | 114  | 451  | 63  | 120  | 24  | 4  | 7  | 46  | 13  | 0,266 |
| 2012   | Cleveland | 149  | 552  | 63  | 159  | 37  | 4  | 6  | 60  | 12  | 0,288 |
| 2013   | Cleveland | 151  | 556  | 66  | 158  | 26  | 3  | 10 | 73  | 17  | 0,284 |
| 2014   | Cleveland | 156  | 611  | 94  | 200  | 45  | 2  | 20 | 97  | 23  | 0,327 |
| 2015   | Cleveland | 137  | 529  | 68  | 164  | 45  | 0  | 15 | 84  | 15  | 0,310 |
| 2016   | Cleveland | 11   | 39   | 5   | 9    | 2   | 0  | 0  | 7   | 1   | 0,231 |
| 2017   | Cleveland | 90   | 338  | 47  | 101  | 20  | 1  | 9  | 52  | 11  | 0,299 |
| 2018   | Cleveland | 143  | 570  | 89  | 176  | 36  | 2  | 17 | 76  | 12  | 0,309 |
| Totaux | Totaux    | 1051 | 4055 | 543 | 1195 | 248 | 19 | 87 | 528 | 118 | 0,295 |

Note : G = Matches joués ; AB = Passages au bâton; R = Points ; H = Coups sûrs ; 2B = Doubles ; 3B = Triples ; 
HR = Coup de circuit ; RBI = Points produits ; SB = Buts volés ; BA = Moyenne au bâton.